# 하이픽셀
하이픽셀(Hypixel)은 2013년 4월 13일 사이먼 하이픽셀 콜린스-라플람과 필립 투셰트가 출시한 마인크래프트 미니게임 서버이며 하이픽셀 주식회사에서 관리한다. 하이픽셀은 마인크래프트 자바 에디션에서만 사용할 수 있다(베드락은 서비스 종료). 하이픽셀은 4개의 기네스 세계 기록을 보유하고 있으며 피크 시간 동안 200000명이 넘는 플레이어가 동시에 온라인에 접속하는 가장 큰 마인크래프트 서버로 널리 알려져 있다.

## 역사
하이픽셀 서버는 hypixel이란 사용자 이름을 사용하는 사이먼 콜린스-라플람(Simon Collins-Laflamme)과 하이픽셀 주식회사의 필립 투셰트(Philippe Touchette)가 2013년 4월 13일 베타 버전으로 출시되었다. 본래 두 사람은 함께 마인크래프트 모험 지도를 만들고 유튜브 채널에 예고편을 업로드했다. 하이픽셀 서버는 모험 지도를 제공하기 위해서 만들어졌다. 미니게임은 원래 사용자가 다른 플레이어를 기다리는 동안 플레이 하도록 만든 것이었지만, 미니게임이 인기를 얻으면서 서버의 주요 아이덴티티가 되었고, 하이픽셀은 마인크래프트 지도와 게임을 만드는 것 보다 새로운 서버 콘텐츠에 노력을 기울였다. 2015년에 서버의 유지 관리 비용이 한 달에 약 100,000달러인 것으로 밝혀졌는데, 당시 서버에는 약 16,000명의 플레이어가 접속했다. 2021년 4월 현재 서버는 정기적으로 동시 접속자 150,000명 이상을 기록하고 있으며 4월 16일에 216,000명 이상으로 정점을 찍었다. 2016년 12월 21일, 하이픽셀은 총 천만 명의 순 플레이어에 도달했으며 하이테일(Hytale)이 발표될 때까지 1,410만 명의 순 플레이어에 도달했다. 2018년 12월 13일. 서버 소유자의 트윗에 따르면 서버는 2020년 4월에 1,800만 명의 순 플레이어에 도달했다. 2015년 9월 15일 현재 하이픽셀에 매달 190만 명의 플레이어가 가입한다고 한다.
2018년 4월경, 하이픽셀은 악성 소프트웨어인 미라이(Mirai)에 의해 서버를 공격받았으며, 이후 클라우드페어 스펙트럼(Cloudflare Spectrum)을 디도스공격 보호 수단으로 사용하기 시작했다.

### 하이픽셀 차이나
2017년 5월, 하이픽셀은 마인크래프트 차이나의 퍼블리셔인 넷이즈와 제휴하여 "차이픽셀(Chypixel)"이라고도 하는 중국판 하이픽셀 버전을 출시했다. 이 별도의 마인크래프트 버전과 하이픽셀 서버는 파트너십의 일환으로 넷이즈에서 운영 및 번역한다.
2020년 4월 13일, 넷이즈는 계약 만료로 인해 중국 버전의 서버가 2020년 6월 30일에 종료될 것이라고 발표했다.

## 게임 플레이
하이픽셀에는 마인크래프트의 게임 플레이를 기초로 만든 여러 멀티플레이어 미니게임이 있다. 서버는 "Watchdog"이라는 자체 제작 안티치트와 "NCP", 원명 "NoCheatPlus" 안티치트를 동시에 사용해 게임에서 부정 행위를 하거나 핵을 쓰는 플레이어를 찾으려고 한다. 어떤 핵이던 사용이 적발된다면 최대 1년 동안 서버 이용이 정지된다. 플레이어는 로비에서 비행과 같은 특정 능력을 허용하는 치장품 및 등급을 구입할 수 있다. 구매가 가능한 등급은 VIP, VIP+, MVP, MVP+, MVP++로 5개가 존재하며, 구입하여 얻을 수 없는 등급은 YOUTUBE, ADMIN등이 있다. 치장품은 트램펄린, 가위바위보가 대표적이다.

## 같이 보기
- 마인플렉스
- 마인크래프트